# Gyula Pálóczi
Gyula Pálóczi (ur. 13 września 1962 w Csengerze, zm. 28 stycznia 2009) – węgierski lekkoatleta specjalizujący się w skoku w dal oraz trójskoku. 

## Sukcesy sportowe
- trzykrotny mistrz Węgier w skoku w dal – 1984, 1986, 1990[1]
- pięciokrotny mistrz Węgier w trójskoku – 1988, 1989, 1990, 1993, 1994
- halowy mistrz Węgier w skoku w dal – 1985[2]
- dwukrotny halowy mistrz Węgier w trójskoku – 1989, 1990

| Rok  | Miasto    | Zawody                    | Konkurencja | Wynik         |
| ---- | --------- | ------------------------- | ----------- | ------------- |
| 1983 | Budapeszt | Halowe mistrzostwa Europy | skok w dal  | srebrny medal |
| 1984 | Moskwa    | Zawody Przyjaźń-84        | skok w dal  | 5. miejsce    |
| 1985 | Pireus    | Halowe mistrzostwa Europy | skok w dal  | złoty medal   |
| 1985 | Paryż     | Światowe igrzyska halowe  | skok w dal  | srebrny medal |
| 1988 | Budapeszt | Halowe mistrzostwa Europy | skok w dal  | 7. miejsce    |

## Rekordy życiowe
- skok w dal – 8,25 – Budapeszt 04/08/1985
- skok w dal (hala) – 8,15 – Pireus 03/03/1985
- trójskok – 16,87 – Tata 31/07/1993